# Künstlerkolonie Ekensund

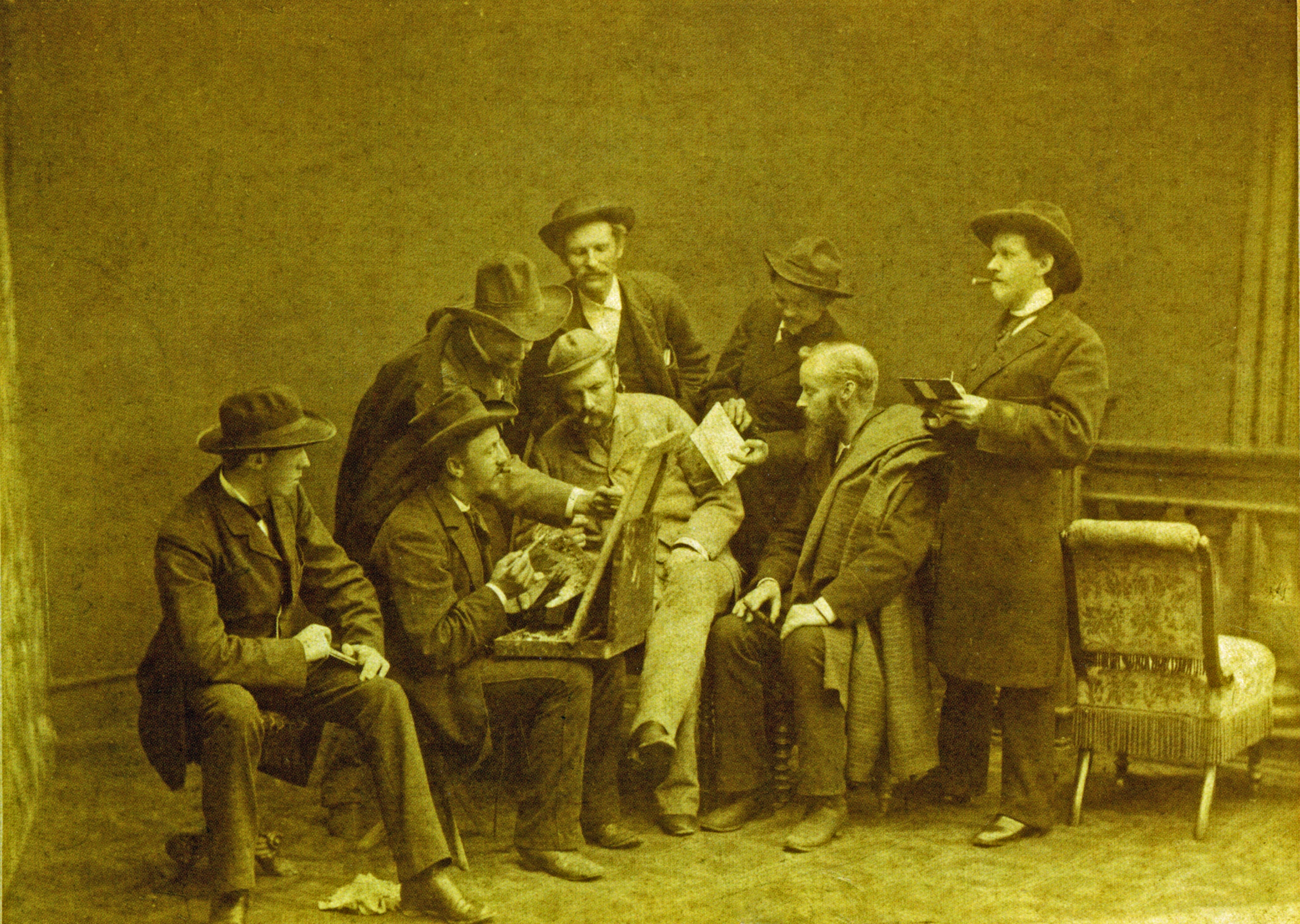
Die Ekensunder Künstlerkolonie, Foto von Wilhelm Dreesen, 1882

Die Künstlerkolonie Ekensund war eine Künstlerkolonie in Egernsund Sogn (damals Ekensund, Provinz Schleswig-Holstein, Königreich Preußen, Deutsches Reich) im Süden Jütlands am Nordufer der Flensburger Förde.

## Gründung der Künstlerkolonie
Als Begründer der Künstlerkolonie Ekensund gilt Heinrich Rasch, der wie Gustav Schönleber hier 1875 erste Studien fertigte.

## Künstler in Ekensund
Zu der ersten Künstlergeneration zählen die 1882 vornehmlich aus Berlin und Düsseldorf angereisten Maler: Theodor Sander, Jacob Nöbbe, Heinrich Petersen-Angeln, Johann Knutz, Erich Kubierschky sowie German Grobe und Heinrich Petersen-Flensburg. Auch Eugen Dücker, der damals führende Düsseldorfer Landschaftslehrer, gesellte sich zu diesem Kreis. 1884 zog es Fritz Stoltenberg aus München an die Nordsee und von hier aus weiter in die Künstlerkolonien Skagen und Ekensund. Es schlossen sich weitere Künstler wie Wilhelm Dreesen, Alexander Eckener, Otto Heinrich Engel, Heinrich Petersen-Angeln, Johann Sander und Fritz Stoltenberg zur Künstlerkolonie Ekensund zusammen.
Auch der damals noch unbekannte 24-jährige Berliner Walter Leistikow kam 1889 nach Ekensund. Er malte hier die Vorstudien für sein Gemälde Ziegeleien am Wasser, das ihm in Berlin seinen künstlerischen Durchbruch sicherte. Die zweite Malergeneration der Künstlerkolonie Ekensund kam größtenteils aus München. Otto Heinrich Engel hatte dort die Landschaftsbilder der Skagen-Maler gesehen und ging davon aus, dass die Landschaft um Ekensund ähnlich sei. Die anfängliche Enttäuschung 1892 schlug bei einem zweiten Aufenthalt in Begeisterung um und er besuchte in den folgenden Jahren den Sommer über regelmäßig die Flensburger Förde. Sein erstes Bild Bei Sonnenuntergang erregte 1893 in der Münchener Secession großes Aufsehen. Auch die Maler Alexander Eckener, er studierte an der Münchner Kunstakademie, und Anton Nissen zog es an die Flensburger Förde. Anton Nissen und seine spätere Frau Maria Schlaikier hatten früher schon in der Künstlerkolonie Dachau gewirkt. Der Münchner Landschaftsmaler Franz Wilhelm Maecker reiste 1902 an die Flensburger Förde. Weitere Maler, die in Ekensund arbeiteten, waren Ascan Lutteroth, Franz Hoffmann von Fallersleben, Gottfried von Hoven, Otto Feld sowie Carlos Grethe.

## Malerinnen in Ekensund
1903 wurde die männlich dominierte Künstlerkolonie von Gertrud Wurmb und Emmy Gotzmann aufgesucht, zwei talentierten angehenden Berliner Künstlerinnen. Emmy Gotzmann kam im folgenden Jahr wieder nach Ekensund und wurde durch ihr Können eine anerkannte Mitstreiterin. Sie hob sich durch die konsequentere Umsetzung der französischen Freilichtmalerei von ihren männlichen Künstlern ab. 1905 zog sie für einige Jahre nach Flensburg, um sich professionell der Ölmalerei zuzuwenden. Ihre Ausstellung 1908 im Flensburger Kunstgewerbemuseum wurde ein großer Erfolg, der noch heute Beachtung erfährt.

## Das Ende der Künstlerkolonie
Mit dem Ausbruch des Ersten Weltkriegs 1914 und dem Niedergang der Freilichtmalerei ging die Zeit der Künstlerkolonien zu Ende. Als Nordschleswig 1920 nach einer Volksabstimmung zurück an Dänemark gegeben wurde, geriet Ekensund lange Zeit in Vergessenheit.

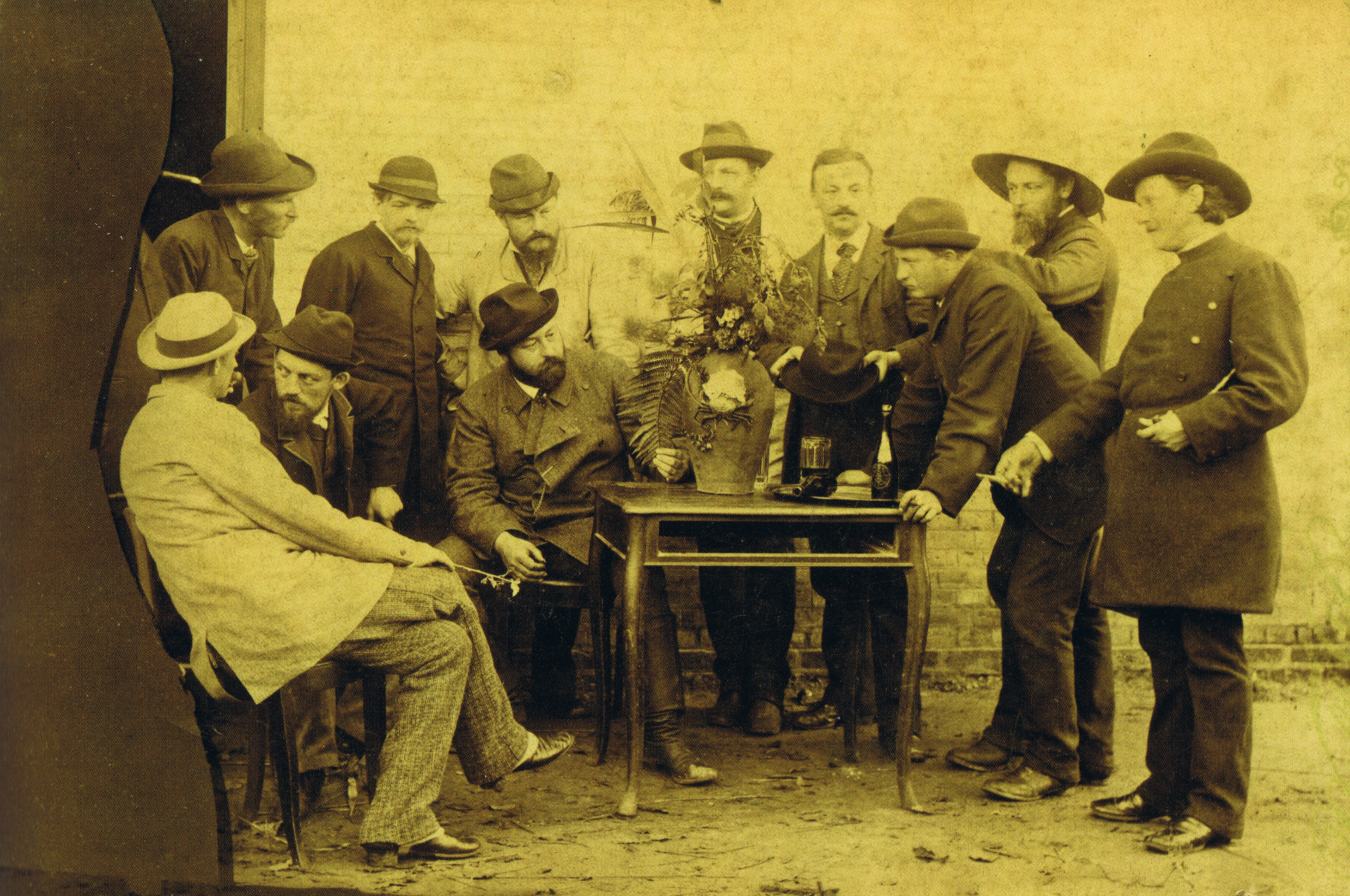
Ekensundmaler, 1885, Foto von Wilhelm Dreesen
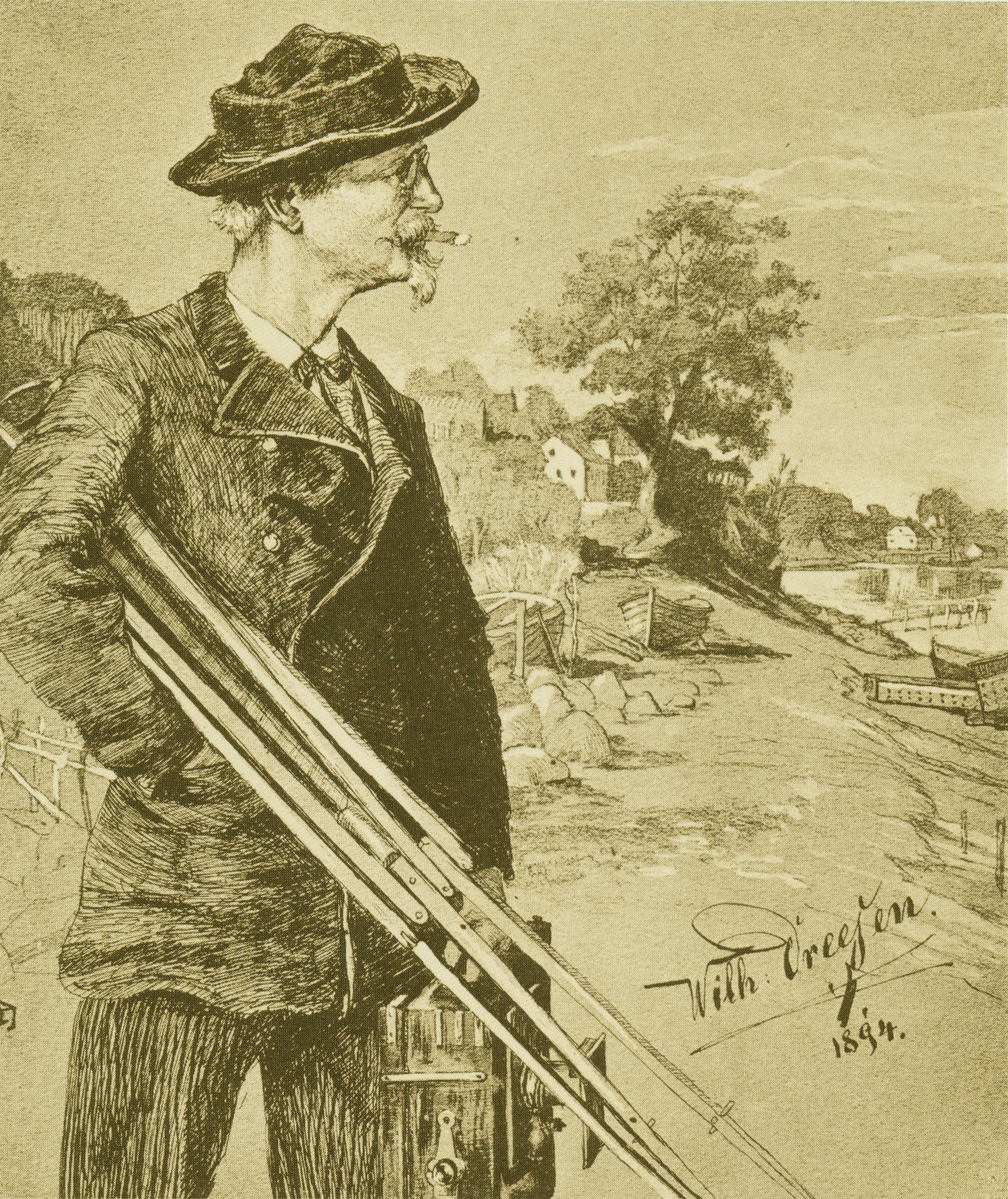
Selbstporträt von Wilhelm Dreesen
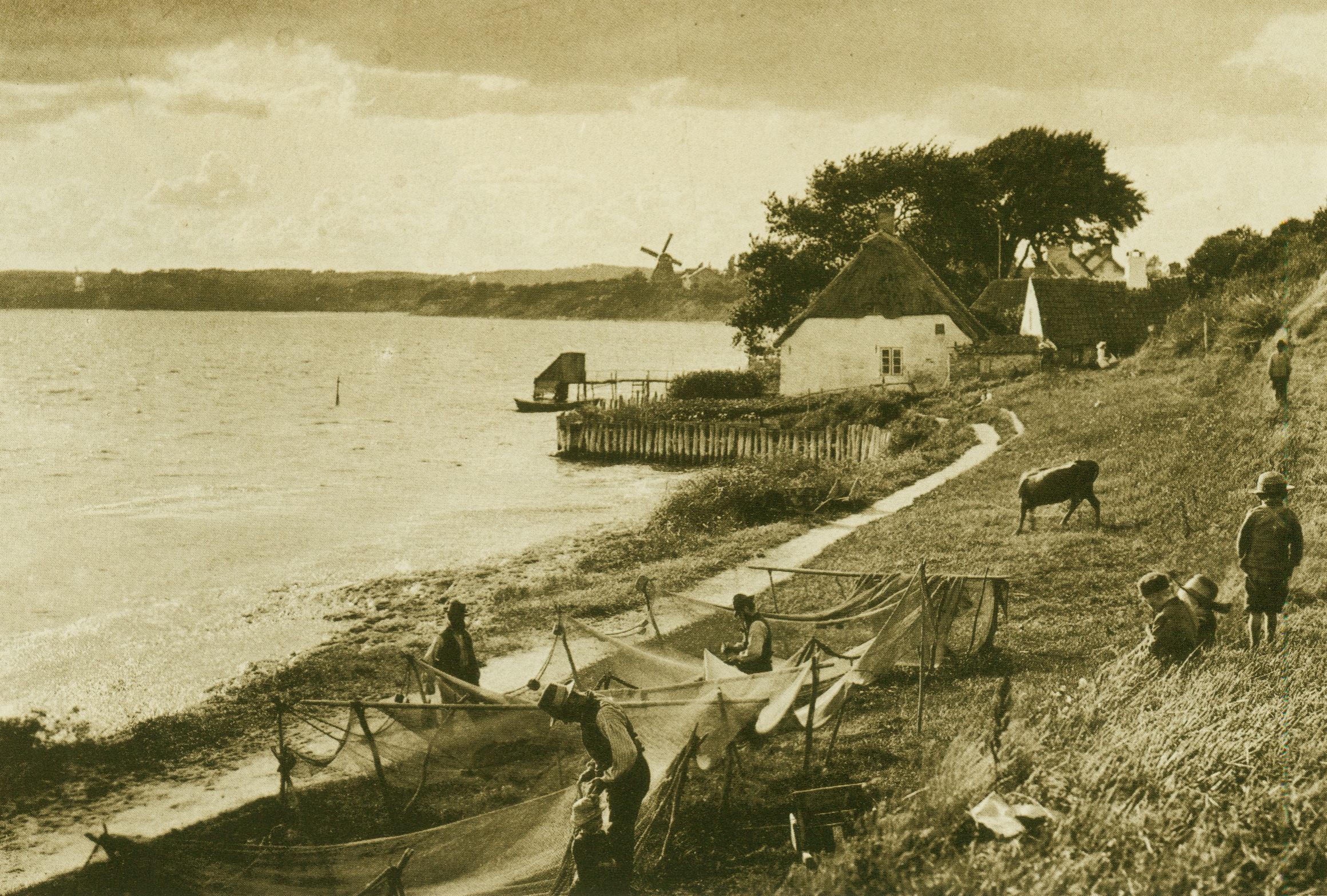
Ekensund – Strandfoto von Wilhelm Dreesen
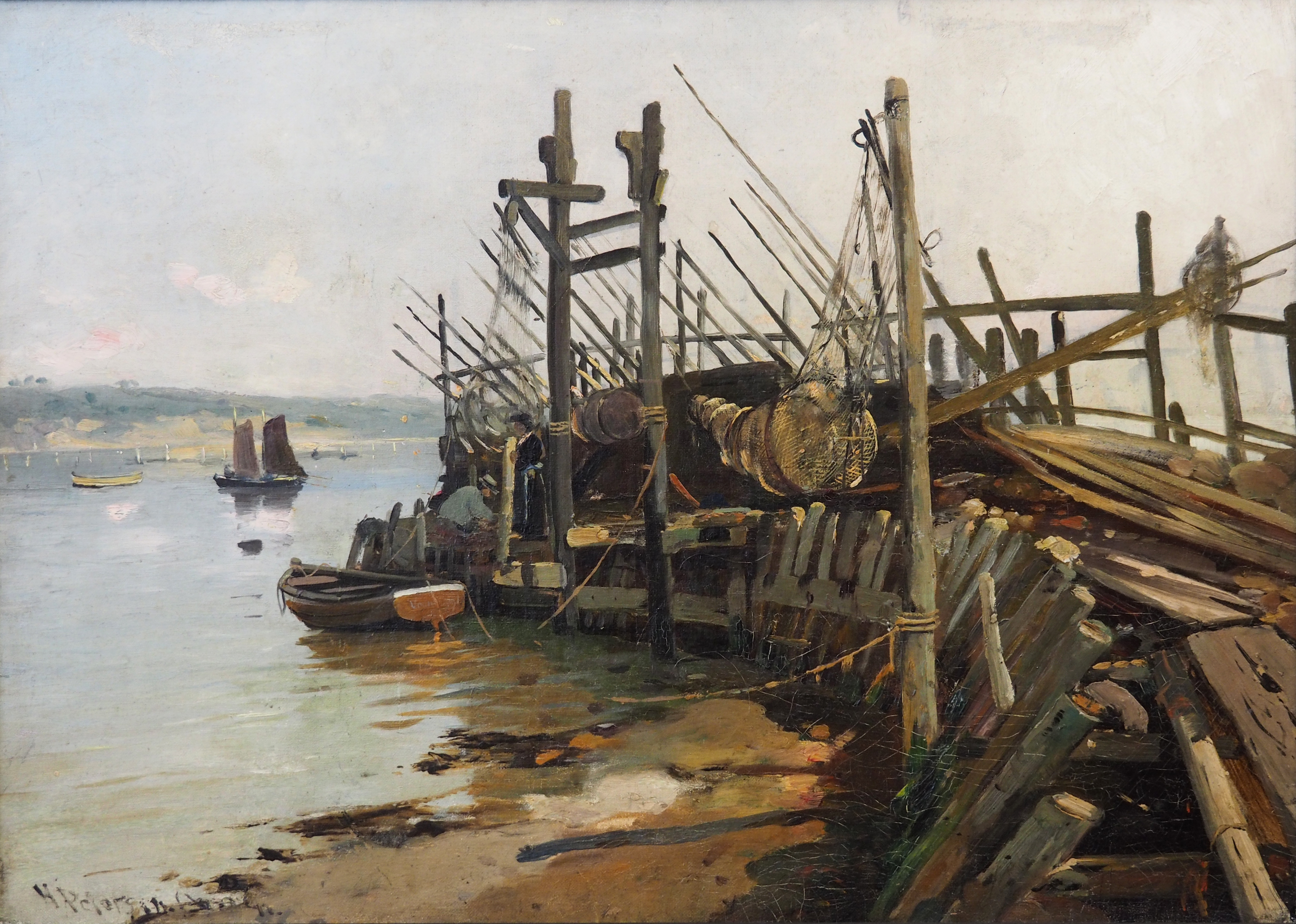
Heinrich Petersen-Angeln: Badesteg im Flensburgfjord
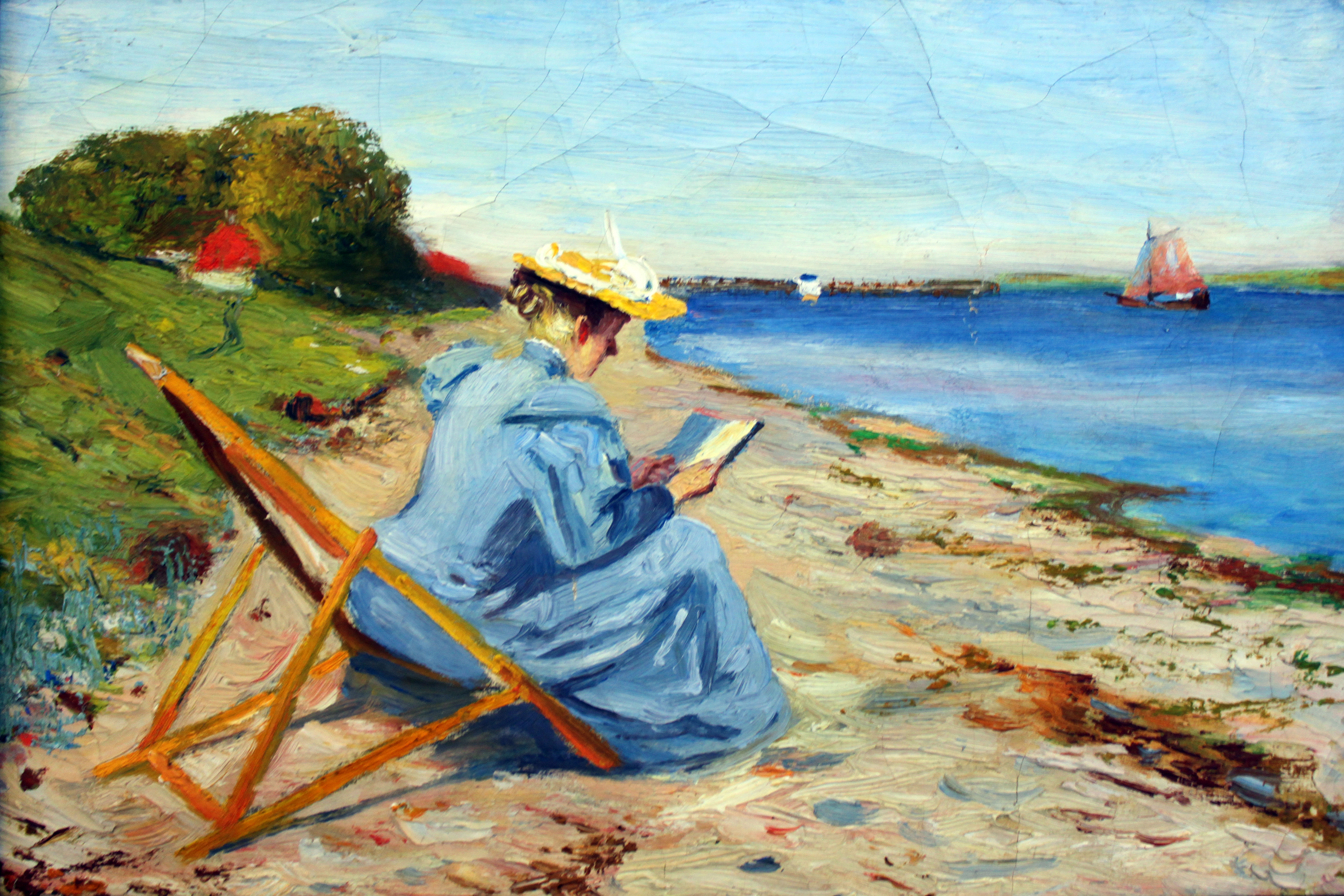
Alexander Eckener: Schwester Toni Eckener am Strand von Rinkenæs
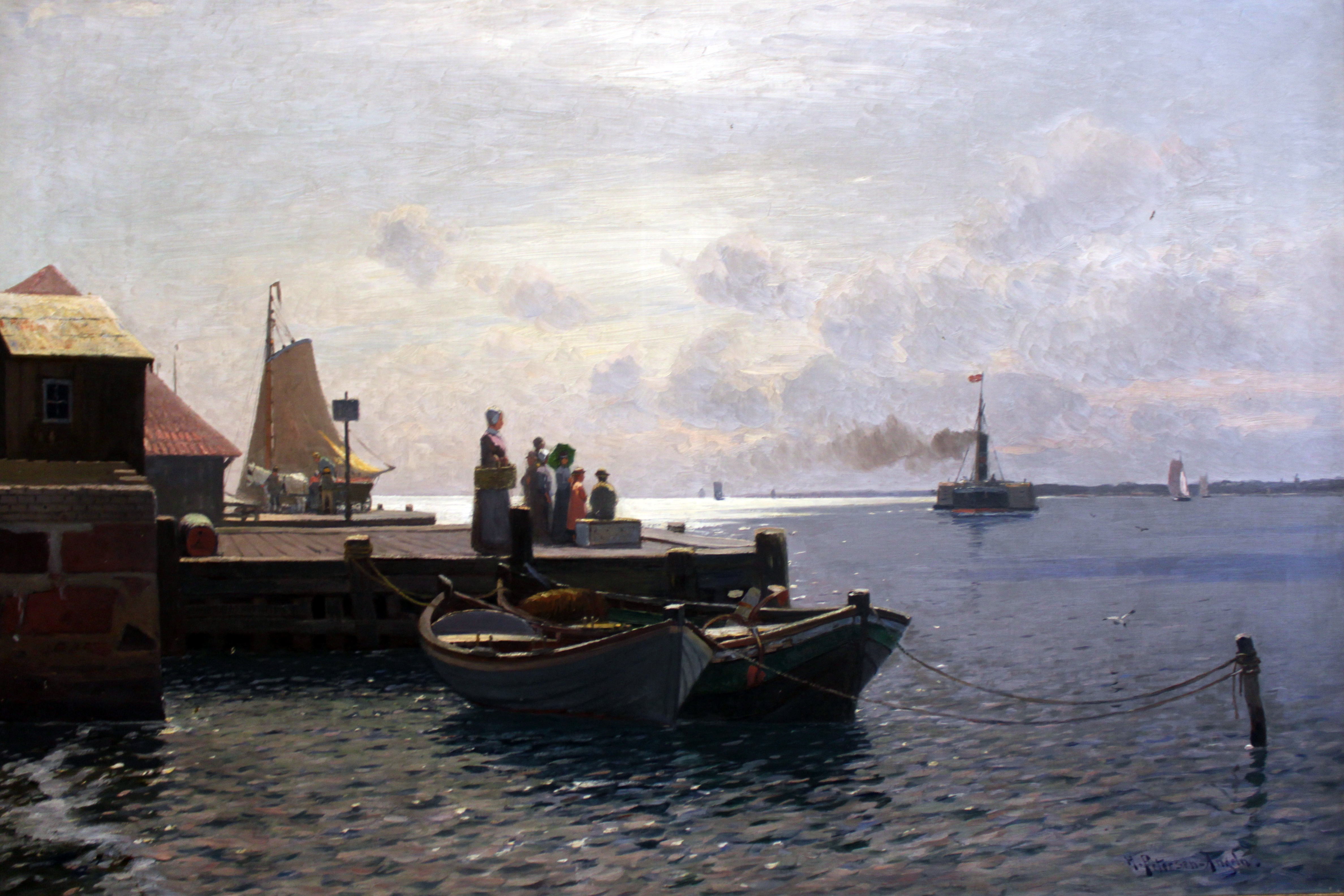
Heinrich Petersen-Angeln: Egernsund (1900)